# مادر جایگزین (مجموعه تلویزیونی ارمنستانی)
مادر جایگزین (ارمنی: Փոխնակ մայրը؛ pokhnak mairy) یک مجموعه تلویزیونی درام عاشقانه ارمنستانی می‌باشد. این مجموعه از روز ۲ سپتامبر ۲۰۱۶ از شانت تی‌وی شروع به نمایش درآمد. داستان این مجموعه در ایروان در ارمنستان اتفاق می‌افتد. کارگردان‌های این مجموعه تلویزیونی آرتیوم عاروتیونیان و هایک وارطانیان می‌باشند.

## نمای کلی مجموعه
| فصل | قسمت‌ها | قسمت‌ها | تاریخ اصلی روی آنتن رفتن | تاریخ اصلی روی آنتن رفتن |
| فصل | قسمت‌ها | قسمت‌ها | اولین بار                | آخرین بار                |
| --- | ------ | ------ | ------------------------ | ------------------------ |
| ۱   | ۸۶     | ۸۶     | ۲ سپتامبر ۲۰۱۶           | ۳۰ دسامبر ۲۰۱۶           |
| ۲   | ۴۵     | ۴۵     | ۹ ژانویه ۲۰۱۷            | ۱۰ مارس ۲۰۱۷             |

## بازیگران و نقش‌هایشان
- مارینکا خاچاتریان در نقش سونا (مادر جایگزین)
- آناهیت کوچاریان در نقش مارو عمه و قیم سونا
- هایک پطروسیان[ب] در نقش آرام کارامیان شوهر الن
- تیگران نرسیسیان در نقش آرسن روشانیان پدر الن
- هُواک گالویان[پ] در نقش آوت کارامیان پدر آرام
- یلنا بوریسنکو[ت] در نقش گایانه مادر الن
- یه‌وا باغداساریان[ث] در نقش الن روشانیان زن آرام، دختر آرسن و گایانه
- آرمن دالاکیان[ج] در نقش تُش دوست ماشا و الن
- تامارا گئورگیان در نقش کیکی دوست الن
- لیا زاخاریان در نقش ماشا دوست الن
- آنی بایاتیان[چ] در نقش Djina زن colony prisoner
- سواک سانتروسیان[ح] در نقش آمیربکیان
- جولیتا بابایان[خ]
- منبع ۱ =[۱]
- منبع ۲ =[۲]

## یادداشت
1. ↑  Roman Musheghyan
2. ↑  Hayk Petrosyan
3. ↑  Hovak Galoyan
4. ↑  Yelena Borisenko
5. ↑  Eva Baghdasaryan
6. ↑  Armen Dallakyan
7. ↑  Ani Bayatyan
8. ↑  Sevak Santrosyan
9. ↑  Djulieta Babayan